# Atom Willard
Adam David Willard (San Diego, 15 augustus 1973) beter bekend onder zijn artiestennaam Atom Willard, is een Amerikaans drummer. Zijn drumcarrière begon in 1990 toen hij zich aansloot bij Rocket from the Crypt. Daar bleef hij drummen tot het jaar 2000. Vervolgens trad hij toe tot The Special Goodness en The Offspring, en in 2005 werd hij een van de oprichters van Angels & Airwaves. In 2007 werd zijn vertrek bij The Offspring aangekondigd, zodat Willard zich kon concentreren op zijn werk bij Angels & Airwaves. In april 2009 trad hij ook toe tot Social Distortion, hij verliet de band echter nog geen jaar later in maart 2010. In juni 2011 trad hij toe tot de band Danko Jones. In oktober 2011 kondigde hij zijn onmiddellijke vertrek aan bij Angels & Airwaves. Sinds 2013 is hij de drummer van Against Me! en sinds 2023 de drummer van Alkaline Trio.

## Biografie

### 1973-1989: Jeugd
Willard werd geboren op 15 augustus 1973 in San Diego. Hij groeide op in een katholieke omgeving. Hoewel zijn ouders niet muzikaal waren, kreeg Willard wel hun steun om zich als drummer te ontwikkelen. Toen hij vier was, kreeg hij zijn eerste drumstel.

### 1990-2000: Rocket from the Crypt
In 1990 werd Willard op 16-jarige leeftijd lid van de rockband Rocket from the Crypt nadat hun oorspronkelijke drummer Sean wegtrok uit San Diego waar de band gevestigd was. Willard speelde op hun tweede album Circa: Now! (1992) en de daaropvolgende albums Hot Charity (1995), Scream, Dracula, Scream! (1995) en RFTC (1998). Ook nam hij met de band vele ep's en singles op. Tijdens zijn jaren bij de band toerde hij door de Verenigde Staten en Europa.
In 2000 verliet Willard Rocket from the Crypt wegens meningsverschillen met de andere leden over de creatieve richting die de band in zou moeten gaan. Hij werd vervangen door Mario Rubalcaba. Willard trad in 2011, 2013 en 2014 nog enkele malen met de band op.

### 2000-2003: The Special Goodness en tijdelijke projecten
Na zijn vertrek bij Rocket from the Crypt ging hij in 2000 op tournee met Alkaline Trio die even daarvoor hun drummer Glenn Porter zagen vertrekken. Opnames van de tournee, met Willard als drummer, werden gebruikt voor de videoclip van de single Private Eye. In 2002 ging hij op tournee met Moth ter ondersteuning van hun derde album Provisions, Fiction and Gear dat dat jaar uitkwam. Ook verscheen hij in de videoclip van de single I See Sound. Verder fungeerde hij als drumtechnicus tijdens de Midget Tour en Enlightenment Tour van Weezer in 2002.
In 2003 speelde Willard drumpartijen in voor het album Land Air Sea van The Special Goodness (TSG), een project van Weezer-drummer Patrick Wilson die in deze band zingt en gitaar speelt. Willard nam ook drumpartijen op voor de nummers 'Head Unbound' en 'Would if I Could' van Melissa Auf der Maurs debuut-soloalbum Auf der Maur (2004).

### 2003-2007: The Offspring

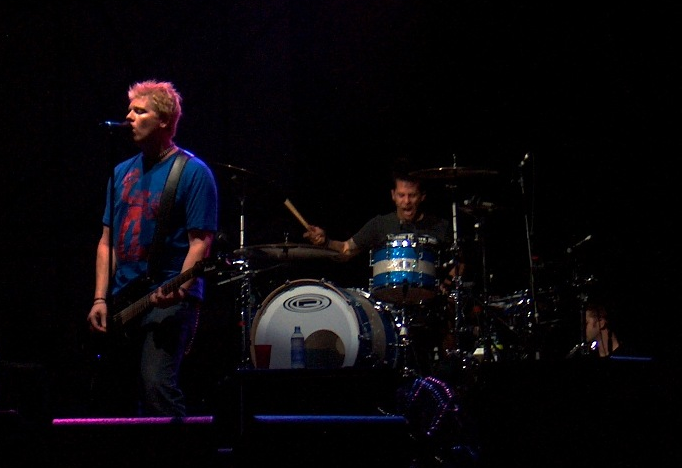
Willard met Offspringzanger Dexter Holland

In 2003 werd Willard lid van The Offspring ter vervanging van Ron Welty die de groep eerder dat jaar had verlaten. Josh Freese had de drumtracks al gedaan voor het album Splinter. In 2005 voegse Willard zich bij Angels & Airwaves waardoor aan deze hij zich minder kon inzetten voor The Offspring. Vanwege contractuele problemen met Geffen Records kon Willard niet meewerken aan Rise and Fall, Rage and Grace (2008) en nam Josh Freese de drumtracks op. In juli 2007 werd officieel aangekondigd dat hij The Offspring had verlaten om zich te concentreren op Angels & Airwaves en werd vervangen door Pete Parada.

### 2005-2011: Angels & Airways

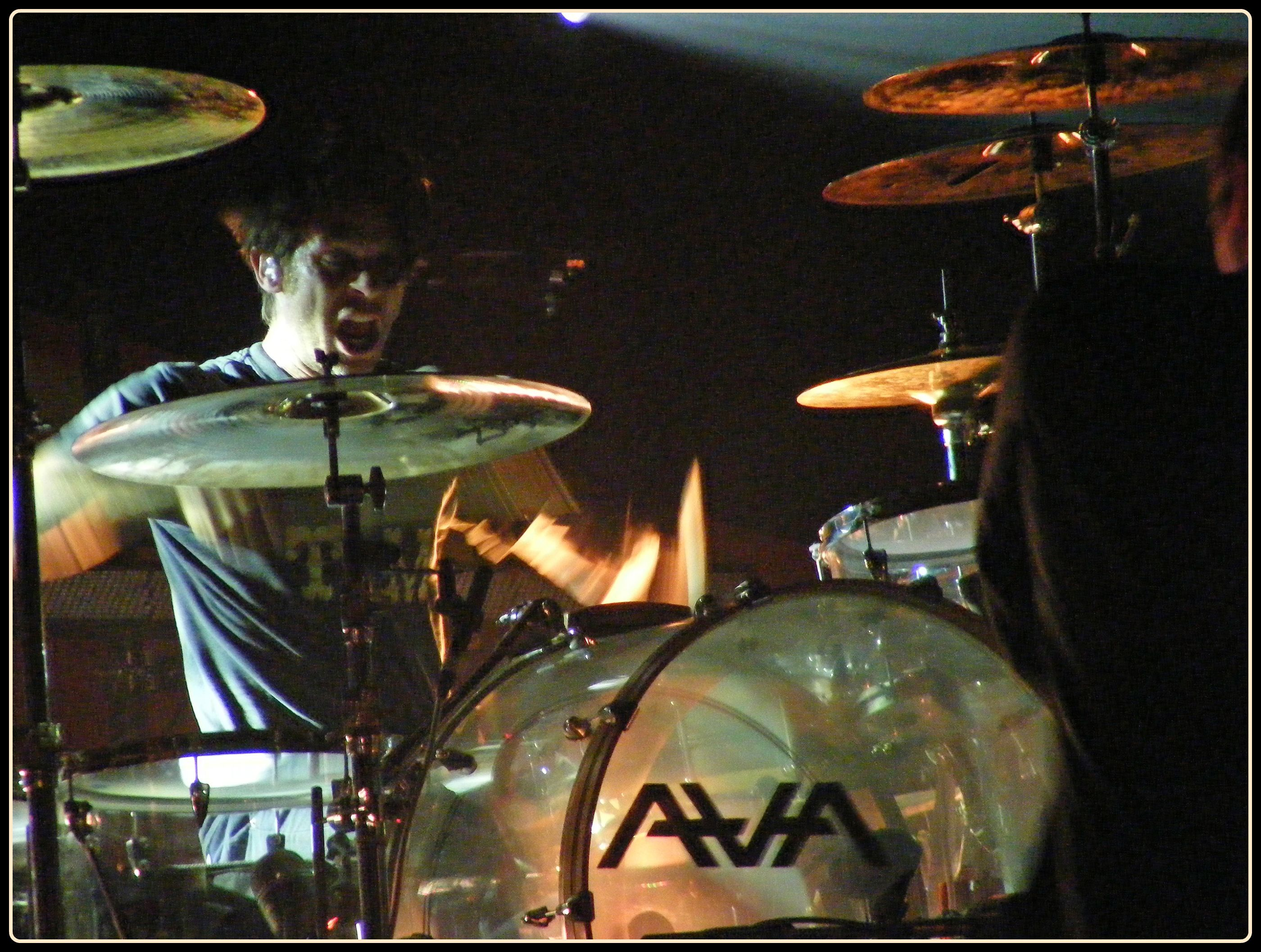
Willard tijdens een optreden met Angels & Airwaves in 2008

In 2005 nadat Blink-182 uit elkaar ging besloot zanger-gitarist Tom DeLonge een nieuwe groep op te richtten genaamd Angels & Airwaves. Willard sloot zich op uitnodiging aan bij de nieuwe groep . Willard voelde zich op zijn plaats in een groep waarvan alle leden veel ervaring hadden opgebouwd in de industrie. DeLonge merkte op dat Willard "(...) has always felt to me like the single largest score in music. He is a loyal, honest and humble friend, but an even better showman." De band bestond verder uit gitarist David Kennedy (Box Car Racer, Hazen Street) en bassist Ryan Sinn (The Distillers). Zij brachten hun debuutalbum We Don't Need to Whisper uit in mei 2006. Het album piekte op de 4e plaats in de Billboard 200 en bracht verschillende succesvolle singles voort waaronder 'The Adventure', 'It Hurts', 'Do It for Me Now' en 'The War'. Willard toerde samen met de band uitgebreid ter ondersteuning van het album. In juli 2007 kondigde Willard officieel aan dat hij The Offspring zou verlaten. De reden hiervoor was dat hij zich wilde concentreren op zijn werk voor Angels & Airwaves (AVA). Singles van AVA's tweede album I-Empire (2007) waren onder andere 'Everything's Magic', 'Secret Crowds' en 'Breathe'.
Willard nam de drumpartijen op voor A&A's derde album Love (2010). Op 4 oktober 2011 kondigde Willard officieel zijn vertrek uit Angels & Airwaves aan dat "vriendschappelijk" zou zijn verlopen. Voorafgaand aan zijn vertrek had Willard alle drumpartijen opgenomen voor het vierde studioalbum van de groep Love: Part Two, dat uitgebracht werd op 11 november 2011.

### 2009-2013: Social Distortion en Danko Jones
In april 2009 verving Willard Charlie Quintana in Social Distortion. Hij toerde in 2009 door Europa en de Verenigde Staten met deze band. Op 8 maart 2010, een maand voor de tournee door Zuid-Amerika, kondigde Willard aan dat hij niet langer bij Social Distortion kon drummen als gevolg van planningsconflicten met Angels & Airwaves. Hij had al meegewerkt aan de opnames van hun volgende album Hard Times and Nursery Rhymes. Hij werd voor de tournee vervangen door Fu Manchu-drummer Scott Reeder. Hij toerde in mei en juli 2010 met Angels & Airwaves ter promotie van het album. Tussendoor was hij met andere projecten bezig. In februari 2011 voegde Willard zich bij Matt Skiba (Alkaline Trio) voor een nevenproject genaamd The Hell. Hun debuut-ep Sauve les Requines werd uitgebracht in januari 2012. In oktober 2011 herenigde hij zich met Rocket From the Crypt om het nummer 'He's a Chef' uit te voeren in de kindertelevisieshow Yo Gabba Gabba. In juni 2011 werd hij de vaste drummer van de Canadese band Danko Jones waar hij tot juli 2013 bleef.

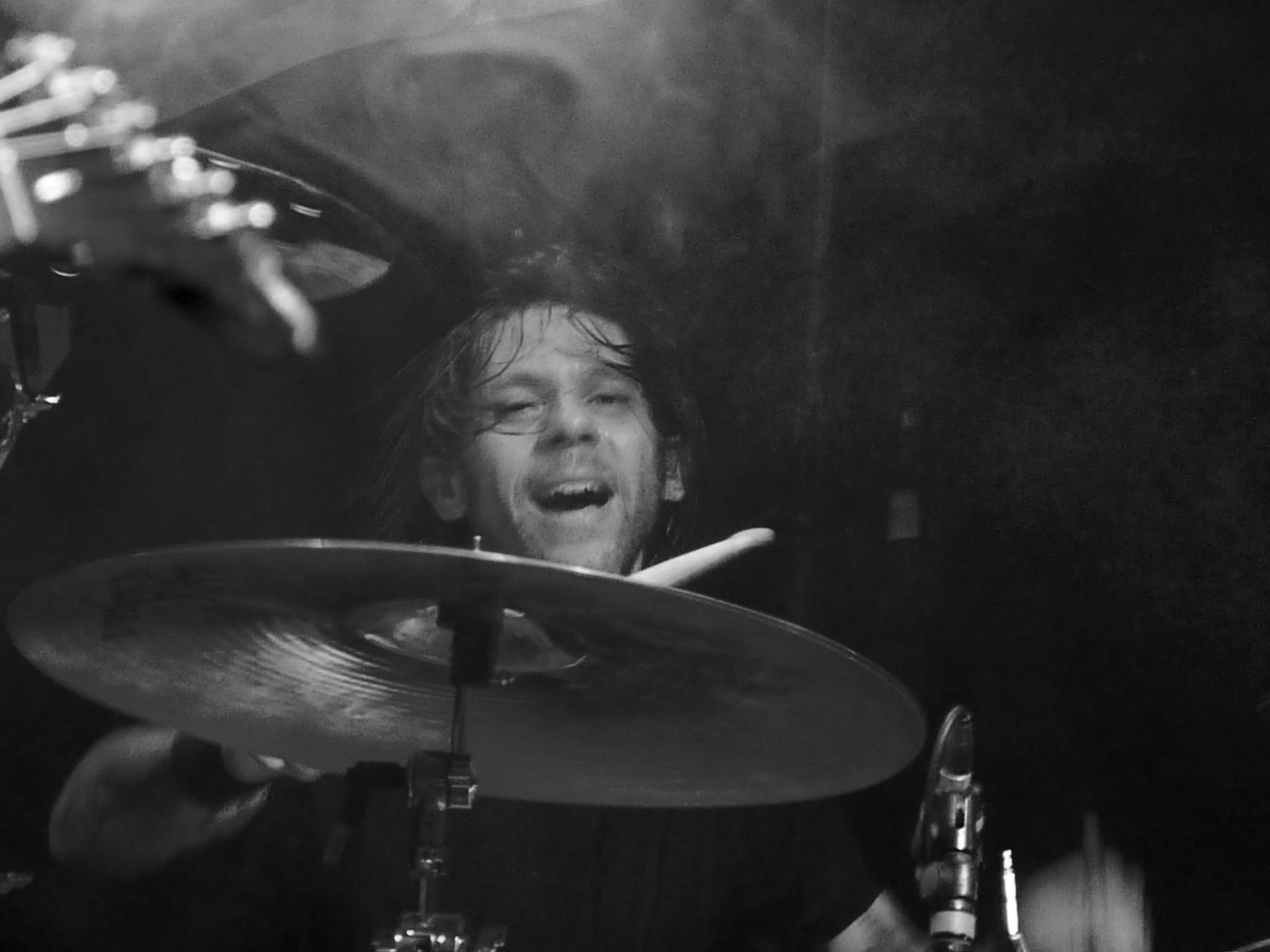
Willard tijdens een optreden met Danko Jones in 2011

 In september 2013 speelde Willard drie shows met Rocket from the Crypt voor Riot Fest. In november 2014 speelde hij met de band op Fun Fun Fun Fest in Austin.

### 2013-heden: Against Me! en Alkaline Trio
Op 18 december 2012 kondigde drummer Jay Weinberg aan dat hij de band Against Me! ging verlaten. Elf dagen later plaatste zangeres Laura Jane Grace een tweet waarin ze zei dat Weinberg tijdens hun tour door Australië in 2013 vervangen zou worden door Willard. Volgens Grace speelde hij zo goed tijdens de tournee dat ze hem vroeg om opnames te maken voor het aankomende album Transgender Dysphoria Blues. Ze bood hem een vaste positie in de band aan die hij accepteerde; op 31 juli 2013 kondigde Willard aan dat hij zich als vast lid had aangesloten bij de band. Willard werd in 2018 tevens lid van Grace's nevenproject Laura Jane Grace and the Devouring Mothers.
Op 15 juni 2023 werd Willard aangekondigd als de nieuwe drummer voor Alkaline Trio na het vertrek van Derek Grant. Hij was eerder hun drummer op tournees in 2001 voordat Grant bij de band kwam.

## Invloeden
Willard raakte gefascineerd door het nummer 'Live Wire' van Mötley Crüe, afkomstig van het album Too Fast for Love (1981), dat volgens hem drumpartijen heeft die heel anders klonken dan de toen alomtegenwoordige "overgeproduceerde" drumpartijen zoals van Def Leppard. Hij rekent Brendan Canty (Fugazi) en The Melvins tot zijn invloeden.

## Discografie
Deze sectie bevat albums en ep's waarop Willard heeft opgetreden. Voor een volledige lijst van releases van elke act, zie hun individuele artikelen. 
| Jaar | Bands                                      | Titel                                               |
| ---- | ------------------------------------------ | --------------------------------------------------- |
| 1992 | Rocket from the Crypt                      | Circa: Now!                                         |
| 1995 | Rocket from the Crypt                      | The State of Art is on Fire                         |
| 1995 | Rocket from the Crypt                      | Hot Charity                                         |
| 1995 | Rocket from the Crypt                      | Scream, Dracula, Scream!                            |
| 1998 | Rocket from the Crypt                      | RFTC                                                |
| 1999 | Rocket from the Crypt                      | Cut Carefully and Play Loud                         |
| 2003 | The Special Goodness                       | Land Air Sea                                        |
| 2004 | Melissa Auf der Maur                       | Auf der Maur ('Head Unbound' en 'Would If I Could') |
| 2005 | The Offspring                              | Greatest Hits (drums op "Next to You")              |
| 2006 | Angels & Airwaves                          | We Don't Need to Whisper                            |
| 2007 | Angels & Airwaves                          | I-Empire                                            |
| 2010 | Angels & Airwaves                          | Love                                                |
| 2011 | Angels & Airwaves                          | Love: Part Two                                      |
| 2012 | Danko Jones                                | Rock and Roll Is Black and Blue                     |
| 2012 | TheHell                                    | Sauve Les Requins EP                                |
| 2013 | TheHell                                    | Southern Medicine EP                                |
| 2014 | Against Me!                                | Transgender Dysphoria Blues                         |
| 2015 | Against Me!                                | 23 Live Sex Acts                                    |
| 2016 | Against Me!                                | Shape Shift with Me                                 |
| 2018 | Laura Jane Grace and the Devouring Mothers | Bought to Rot                                       |
| 2024 | Alkaline Trio                              | Blood, Hair, and Eyeballs                           |